# Скотт Вестерфельд
Ско́тт Де́від Ве́стерфельд (англ. Scott David Westerfeld) — сучасний американський та австралійський письменник, автор книг в жанрах наукової фантастики, стімпанку та антиутопії. Найбільше відомий за дитячо-юнацькими книгами серій «Левіафан» і «Потвори».
Українською його твори офіційно не перекладалися.

## Біографія
Скотт Вестерфельд народився 5 травня 1963 року в Далласі, штат Техас. Батьки — Памела та Ллойд Вестерфельди. Скотт був третьою дитиною в сім'ї після сестер Венді і Джекі. Закінчив Arts Magnet High School у Далласі. Будучи підлітком почав писати музику.
Згодом сім'я переїхала у Коннектикут у зв'язку з роботою батька, який був програмістом і свого часу працював, окрім іншого, над програмою «Аполлон». 1985 року Скотт Вестерфельд здобув ступінь бакалавра з філософії у Коледжі Вассара (Поукпзі, штат Нью-Йорк). Дебютним романом став «Поліморф», опублікований в 1997 році. Потім були видані «Fine Prey» (1998) і «Evolution's Darling» (2000).
В 2001 році одружився з австралійкою Жюстін Ларбалестьє, також письменницею, з якою проживає в Сіднеї. Подружжя багато подорожує. Скотт, крім написання книг, також працює розробником програмного забезпечення і складає музику для сучасних танців.
В 2003 році вийшла дилогія «Послідовність», рік по тому з'явився перший роман містичної трилогії «Опівнічники», яка принесла Вестерфельдові популярність. Скотт є автором кількох оповідань, документальних книг і десятків творів для дітей. Також крім своїх опублікованих творів, Вестерфельд написав кілька оповідань, які можна безкоштовно прочитати онлайн.

## Нагороди та відзнаки
- Велика премія уяви за роман «Потвори»[4].
- Фіналіст Премії Андре Нортона за романи «Бегемот», «Левіафан», «Дотик Темряви» та «Проблиски».
- Номінація на Премію Філіпа Діка за оповідання «Обранець еволюції»[5].